# فيكي موراليس
فيكي موراليس هي صحفية فلبينية، ولدت في 13 يوليو 1969 في مانيلا في الفلبين.